# 波多伸彦
波多 伸彦（はた　のぶひこ、Nobuhiko Hata）は、工学者。博士（工学）。専門は医用画像工学、画像誘導手術、医用ロボット。ハーバード大学医学部教授。ブリガム・アンド・ウィメンズ病院放射線科産学連携部長。ハーバード大学が1636年に設立されて以来、381年目にして始めて誕生した日本出生の工学系教授である。

## 経歴
1989年、灘高等学校卒。1993年、東京大学工学部精密機械工学科卒。1998年、東京大学大学院精密機械工学専攻修了及び博士（工学）を取得。２０１７年にはハーバード大学名誉修士号も取得している。

## 人物
大学院在学中よりハーバード大学医学部に在籍し、同大学でInstructor、Assistant Professor、Associate Professorと昇進を重ね、2017年に教授に就任した。そのほかにはブラウン大学の客員教授も務めている。

## 業績
主として、医療ロボット、画像誘導手術、医用画像処理の研究を行っている。また、産学連携を介した医療機器の実用化においても業績がある。Google Scholarにリストされたこれまでの著作、特許は合計387件である。Google Scholarを元に研究者の評価を行うサイトによると論文インパクトD値で54を取得しており、工学分野の研究者としてはハーバード大学では20位相当以内、出身大学の東京大学ではトップ6位相当の影響力で工学分野の発展に寄与している。